# 斗六真一寺

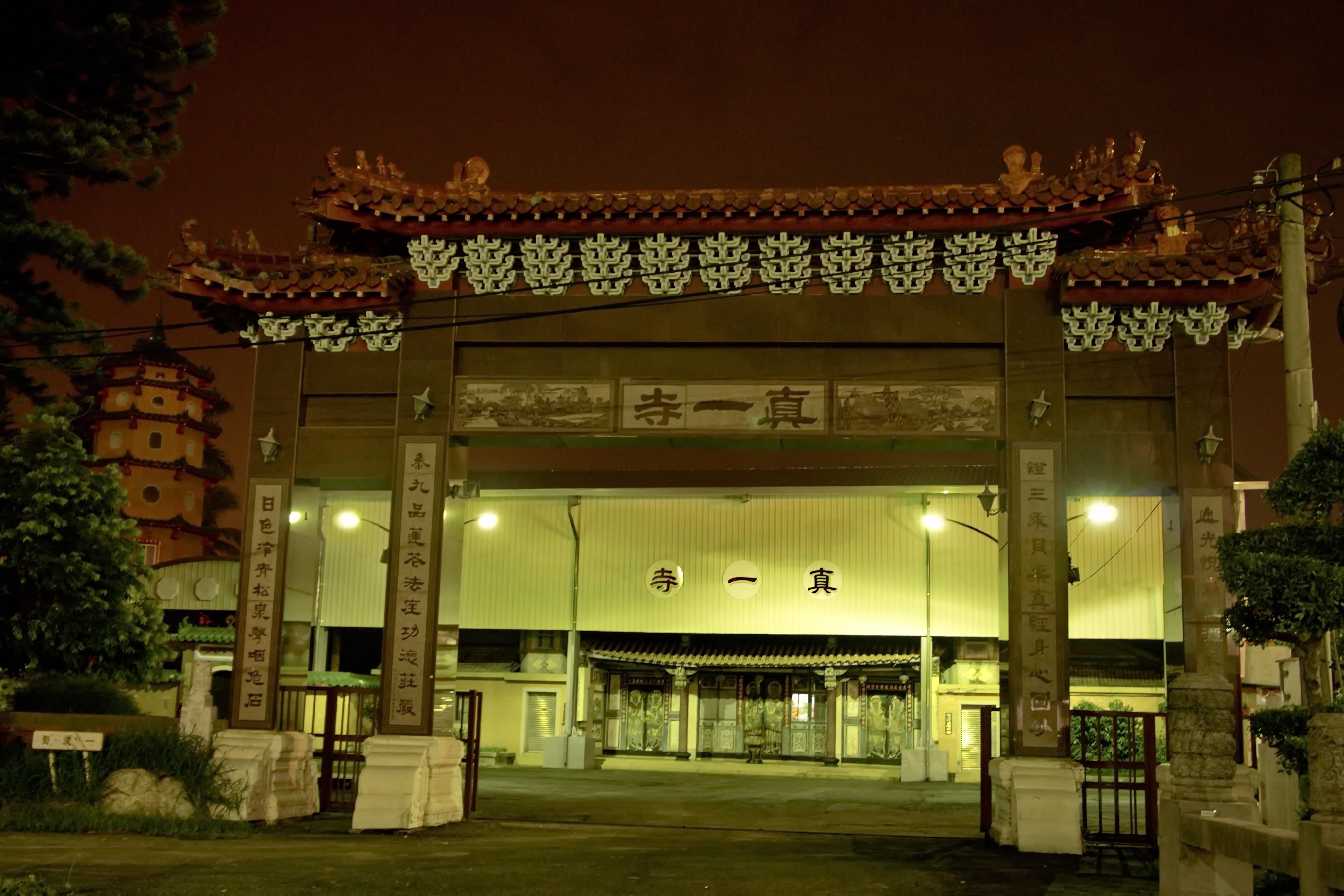
進行緊急搶修工程中的斗六真一寺

斗六真一寺，原稱真一堂，是位於台灣雲林縣斗六市的一座寺廟，為齋教中龍華教與先天教兩教派融合之祭祀場域，亦是斗六市現存最古老寺廟。目前已指定為雲林縣縣定古蹟。

## 歷史
1860年，呂什皆禪師渡海來臺，因信徒日增，在什階法師勸募資金下於斗六街346番地創建真一堂。最初奉祀觀世音菩薩，因而俗稱「斗六菜堂」。該堂為先天教「乾元堂」系最南齋堂，後在昭和9年（1934年）由張丹成接任住持，歸因原本的建築嚴重腐朽、不堪使用等情況下，與數名齋友在經日本當局許可，於昭和11年（1936年）遷移至現址進行重建，另立有「移轉真一堂獻納者御芳名碑」作為紀念。
1951年，中國佛教會之雲林支會設會址於真一堂。1953年，第五代住持林敏修對於建築增建前殿及鐘鼓樓，並設有民國甲午年重建捐獻紀念碑。
1963年，真一堂由財團法人臺灣省雲林縣斗六市真一堂董監事會接掌堂務，1964年白河地震期間，寺院的大雄寶殿在此災害中震裂，在集資重建後於同年12月底竣工。後曾1968年與1969年期間興建浮屠天靈寶塔、功德堂等附屬建築，而後於1998年上匾改制為「真一寺」。

### 拆除爭議
2009年，由於建築年代失修，具有漏水、結構安全等問題，寺方決定拆除重建真一堂前殿及後殿，且已取得拆除執照及建築執照。後在地方人士陳情保留及關切下，真一堂於2010年2月4日由雲林縣政府公告暫定古蹟，並在同年4月8日被雲林縣政府指定為縣定古蹟。最初廟方曾因而不滿提出訴願，後文建會再經歷縣政府程序無瑕疵為由駁回，
在經過一年多溝通協調後，2011年獲得廟方配合。並於2012年開始於古蹟主體上方搭設鋼鐵保護棚架，以保護結構受損的主殿建築。目前建築物仍積極爭取由文化部支援的修復工程。調查研究暨修復及再利用計畫則於2018年完成。
2013年，古蹟主體後方重建大雄寶殿，該建築於2014年1月1日啟用。
2024年7月16日辦理修復工程開工典禮，文化部(2023年)核定修復工程總經費新台幣1億650萬元，共補助9,052萬5,000元，雲林縣配合款1,297萬5,000元，真一寺自籌款300萬元，預計於2027年8月完工。

## 建築

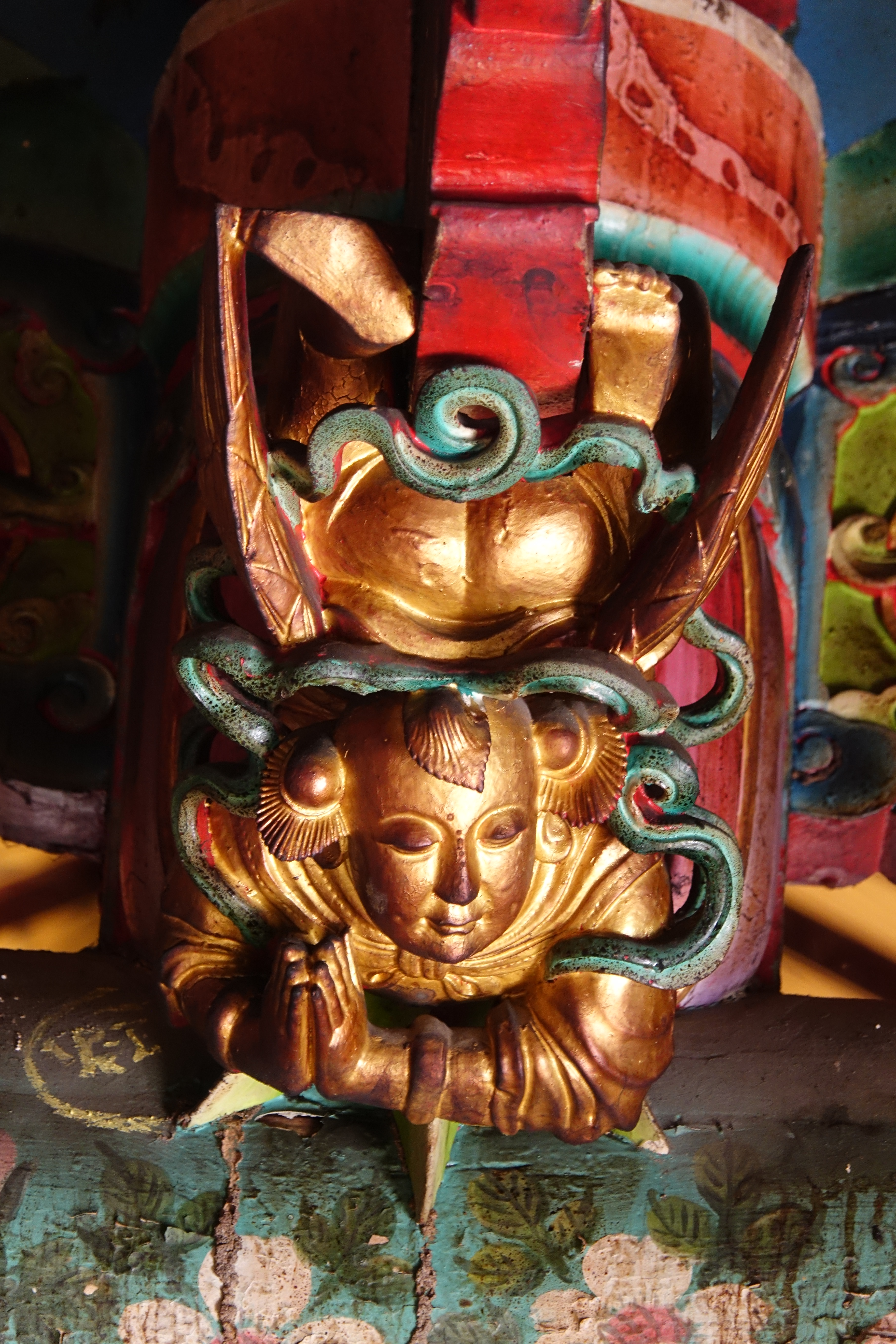
真一寺前殿的木雕童子

真一寺當前分為四大建築區，包括真一寺、天靈寶塔、寮房及大雄寶殿。
真一寺建築面積約469.38平方公尺，格局為二進一院，前殿為泉州派廟宇建築，大木構棟架保存完整，其神龕則施作成西方維多利亞式的風格，該神龕落款為乙未年（1945年），並飾有勛章與西式吊燈，屋頂為閩南式廟宇屋頂形式。
真一寺保存大量木雕和彩繪設計，包括「張飛斷橋」木雕，其兩扇門面的壁畫則是出自彩匠師劉沛然之手，並落款「石莊」，現今保留的彩繪壁畫大多則出自匠師郭田所繪，該彩繪作品多以佛教故事為主題。
正殿後方左右兩側為廂房，過去作為出家僧眾的住宿場所使用。左側一間則闢為功德廳，奉祀歷代住持與信士之神位。

###### 大雄寶殿
後殿為大雄寶殿，其面積約506.26平方公尺，原主祀三寶佛，今日作為真一寺共修及法會的主要祭祀場所使用，並掛有於明治42年（1909年）署名斗山信徒所獻之「法雨宏施」古匾。楹聯書法對聯則由文人張麗俊所寫。後殿正面的彩繪「和靖愛梅」、「楊震辭金」及「茂叔觀蓮」則是由莿桐饒平畫師林啟文所繪。

###### 天靈寶塔
天靈寶塔區面積405.74平方公尺，作為安放先人骨灰罈及奉祀祖先牌位使用。寮房區面積約為400平方公尺，現今作為法師宿舍及廚房使用。

## 祭祀神祇

### 佛教
斗六真一寺前殿主祀觀世音菩薩，兩側則祀韋馱、伽藍作為二護法，左右次間則為十八羅漢尊者，大雄寶殿區則主祀三寶佛(釋迦牟尼佛、藥師佛、阿彌陀佛)，正堂案桌供奉三身佛(釋迦牟尼佛、毘盧遮那佛、盧舍那佛)，天靈寶塔區納骨塔供奉地藏王菩薩。

### 其他祀神
- 祀神有福德正神、山神、地母大慈尊、神農大帝，以及龍華派祖師—羅悟空(普仁)祖師